# Hypnodontopsis apiculata
Espèce
Statut de conservation UICN

 VU B1+2c : Vulnérable
Hypnodontopsis apiculata est une espèce de plantes de la famille des Rhachitheciaceae.

## Publication originale
- The Bryologist 60: 304, f. 7–29. 1957.